# NGC 3285
NGC 3285是一个位于长蛇座的棒旋星系，距离地球2亿光年，属于長蛇座星系團，1835年3月24日由約翰·赫歇爾发现